# Drosera madagascariensis
Drosera madagascariensis es una especie de planta carnívora perteneciente a la familia de las droseráceas, nativa de África.

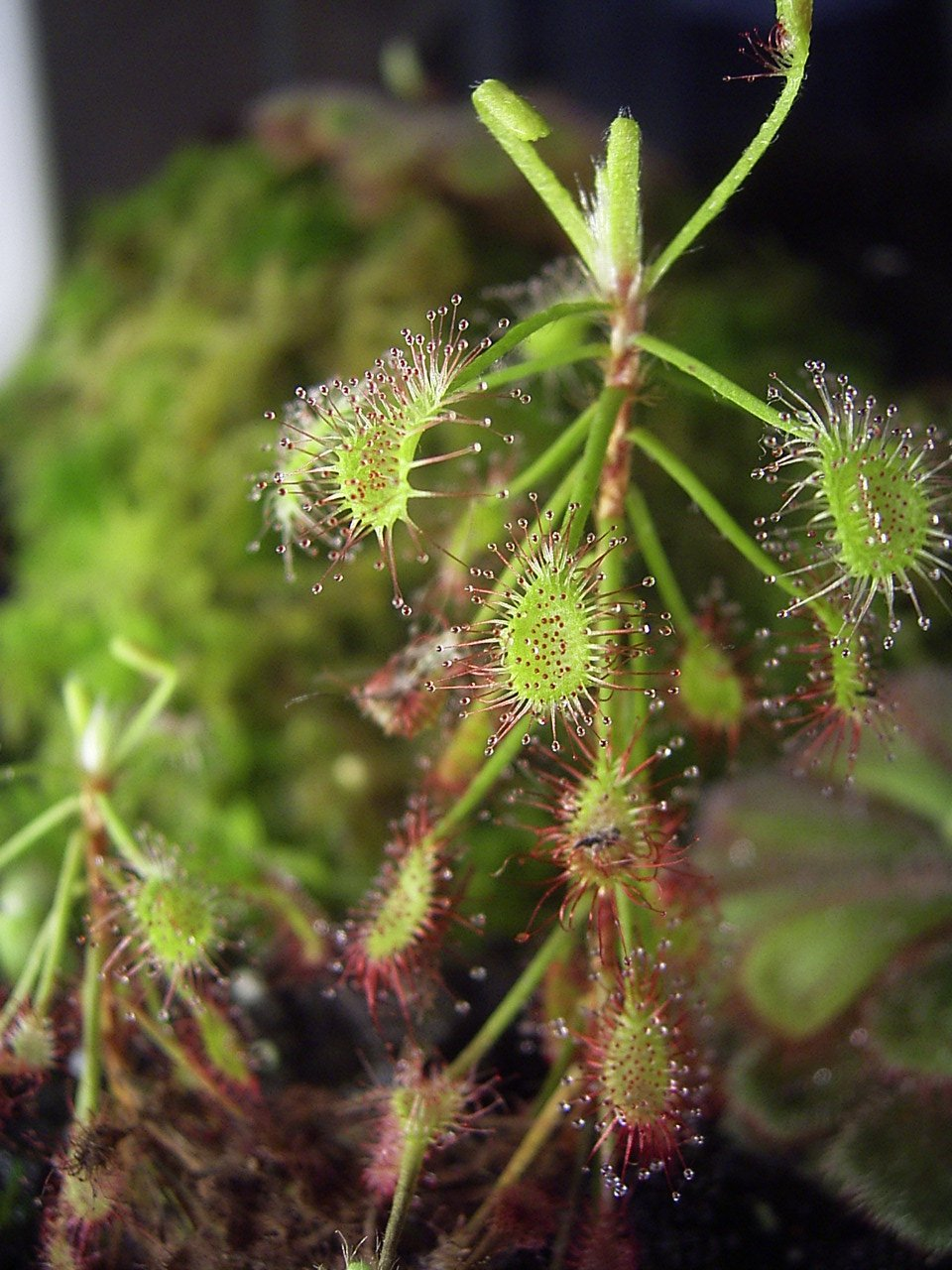
Vista de la planta

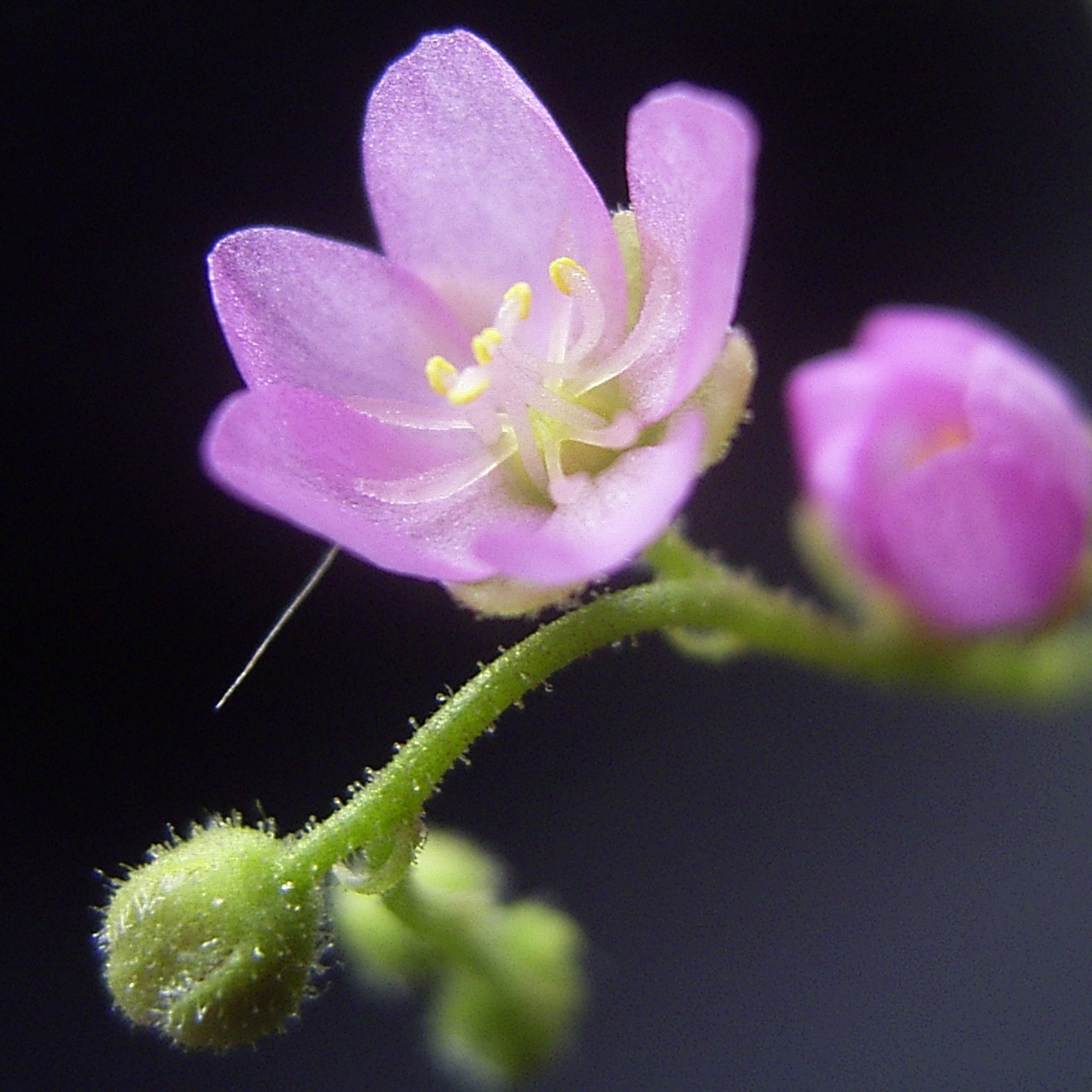
Detalle de la flor

## Descripción
Drosera madagascariensis es una robusta especie  con un tallo claramente visible  que se encuentra en posición vertical en el caso de las plantas más jóvenes y, o bien utiliza sus hojas para anclarse a la vegetación circundante a medida que madura o se inclina y forma un tallo trepador. La planta alcanza un tamaño de hasta 25 cm de altura. La parte superior de la planta se compone de hojas carnívoras mientras que la parte inferior del vástago está cubierto con los restos secos de las hojas más viejas. La disposición de las hojas en el tallo es alternativo. Los pecíolos son de 1,5-3 cm de largo y apoyan lámins espatuladas obtusas de 10-15 mm de largo y 7 mm de ancho. El sistema radicular está relativamente poco desarrollado, y sirve principalmente como un ancla y para la absorción de agua, ya que la absorción de nutrientes se logra a través de las hojas carnívoras. Drosera madagascariensis forma una o dos inflorescencias ligeramente pubescentes que son de 20-40 cm  de altura y llevan 4-12 flores en largos pedúnculos de 2-5 mm. Los sépalos son ovadas y ligeramente pubescente. Los pétalos de color rosa son obovadas, 6-12 mm de largo y 6.4 mm de ancho. Las cápsulas de las semillas son dehiscentes y tienen numerosas semillas de hasta 0,6 mm de largo.

## Distribución
Drosera madagascariensis es nativa de la zona tropical de África (Guinea, Nigeria, Camerún, Congo, Angola, Tanganica) hasta el sur de Sudáfrica y el este de la isla de Madagascar. Se encuentra en los pantanos y turberas.

## Taxonomía
Drosera madagascariensis fue descrita por Augustin Pyrame de Candolle y publicado en Prodromus Systematis Naturalis Regni Vegetabilis 1: 318. 1824.
Etimología
Drosera: tanto su nombre científico –derivado del griego δρόσος [drosos]: "rocío, gotas de rocío"– como el nombre vulgar –rocío del sol, que deriva del latín ros solis: "rocío del sol"– hacen referencia a las brillantes gotas de mucílago que aparecen en el extremo de cada hoja, y que recuerdan al rocío de la mañana.
madagascariensis: epíteto geográfico que alude a su localización en Madagascar.
Sinonimia
- Drosera congolana Taton
- Drosera curvipes Planch.
- Drosera madagascariensis var. curvipes (Planch.) Sond.
- Drosera madagascariensis var. major Burtt Davy & Hutch.
- Drosera ramentacea var. curvipes Sond.[2][3][4]